# Émile-Ambroise Thirion
Pour les articles homonymes, voir Thirion.
Émile-Ambroise Thirion, dit aussi Émile Thirion, né le 4 juillet 1825 à Saint-Aubin-Épinay en Seine-Inférieure et mort le 5 janvier 1906 à Senlis, est un homme de lettres français, auteur de théâtre, puis d'ouvrages de propagande républicaine et sociale.

## Biographie
Émile Thirion épouse le 5 juin 1867 à Senlis, Héloïse-Joséphine Fournet, dont il a déjà quatre enfants : 
1. Henriette Caroline Marie, née le 10 mai 1856 à Paris ;
2. Charles Émile, né le 9 octobre 1861 à Senlis ;
3. Léon Louis, né le 27 juin 1863 à Senlis ;
4. Jules Alexandre, né le 7 octobre 1865 à Senlis.

Il habite alors Senlis, rue du Vieux-Chemin de Pont. Sur son acte de mariage, il se déclare de profession cultivateur.
Il fut secrétaire-général de la Société d'Horticulture de l'arrondissement de Senlis (Oise)
Il est porteur d'une pétition du Comité républicain du canton de Senlis qui supplie l'Assemblée nationale et le gouvernement de mettre fin à la guerre civile ; pétition qui est examinée par l'Assemblée dans sa séance du 24 mai 1871.
Il est le frère aîné de l'ingénieur Charles-Alexandre Thirion.

## Ses œuvres
- Les Orphelines du faubourg, vaudeville en 3 actes, avec Hippolyte Bedeau, représenté pour la 1re fois, à Paris, au Théâtre des Délassements-Comiques, le 1er février 1854 ; Éditeur : Paris, Mifliez, 1854.
- La Vieillesse d'une grisette, vaudeville en un acte, avec E. Pelissier & Charles Lehr (musique), représenté pour la 1re fois, à Paris, au Théâtre des Délassements-Comiques, le 12 mai 1854, Éditeur : Paris : Mifliez, 1854 & Lagny : Vialat et Cie.
- L'Amoureux d'en face, vaudeville en 1 acte, avec Hippolyte Bedeau, Représenté pour la 1re fois, à Paris, au Théâtre des Délassements-Comiques, le 25 avril 1855, Éditeur : Paris : Mifliez, 1855.
- Les Vignerons d'Argenteuil, Drame-vaudeville en 3 actes. avec Marcel Nouvière. Airs nouveaux de Charles Lehr. Représenté pour la 1re fois, à Paris, au Théâtre des Délassements-Comiques, le 28 avril 1855, Éditeur : Paris Librairie théâtrale, 1856
- La République faite par les monarchistes, Épître aux républicains, Éditeur : Senlis, Ernest Payen, 1871.
- La République sans les républicains : épître aux monarchistes, Éditeur : Senlis, Ernest Payen, 1871.
- La République de tout le monde : 2e épître aux monarchistes, Éditeur : Senlis, Ernest Payen, 1871.
- La République, c'est le salut ! épitre aux jeunes électeurs, Éditeur : Senlis : Ernest Payen, 1871.
- Catéchisme républicain, ou, Solution, par demandes et par réponses, des principales objections qui ont été faites à l'établissement de la République en France, Éditeur : Senlis : Ernest Payen, 1871.
- Les Mémoires d'un marchand de tabac, Éditeur : Paris : Société d'éditions littéraires, 1899.
- La République utile, étude de la question sociale, Éditeur : Senlis : imprimerie de Ernest Payen, 1890.
- Morale et Religion, Éditeur : Paris : Fischbacher, 1893.
- L'Individu ; essai de sociologie, Éditeur : Paris : Fischbacher, 1895.
- La Politique au village, Éditeur : Paris : Fischbacher, 1896.
- Sénateur et guillotiné : Récits fantastiques, Éditeur : Paris : A. Charles, 1897.
- Le Mari de miss Parker, Éditeur : Paris, Société d'éditions littéraires, 1899.
- Pensions de retraite pour les vieux ouvriers, Éditeur : Paris : Fischbacher, 1900.
- La Crise de l'enseignement secondaire, Éditeur : Paris : Fischbacher, 1900.
- La Femme adultère, Éditeur : Société d'éditions littéraires, 1900.
- Neustria, Utopie individualiste, Éditeur : Paris, Fischbacher, 1901.
- Scepticisme, Éditeur : Paris : Fischbacher, 1905.